# Nikaraguańskie filmy zgłoszone do rywalizacji o Oscara w kategorii filmu nieanglojęzycznego
Nikaragua przedstawia swoich kandydatów do Oscara dla najlepszego filmu nieanglojęzycznego od 1982 roku.
Dotychczas zgłoszono trzy nikaraguańskie filmy, z których tylko jeden otrzymał nominację.
| Rok (Ceremonia) | Polski tytuł | Angielski tytuł       | Oryginalny tytuł         | Reżyser         | Rezultat       |
| --------------- | ------------ | --------------------- | ------------------------ | --------------- | -------------- |
| 1982 (55.)      |              | Alsino and the Condor | Alsino y el cóndor       | Miguel Littin   | Nominacja      |
| 1988 (61.)      |              | The Spectre of War    | El Espectro de la guerra | Ramiro Lacayo   | Brak nominacji |
| 2010 (83.)      | La Yuma      | La Yuma               | La Yuma                  | Florence Jaugey | Brak nominacji |